# Chiesa di San Filippo Neri (Lodi)
La chiesa di San Filippo Neri è un luogo di culto cattolico di Lodi.
L'edificio, risalente alla metà del Settecento, fu costruito di fronte allo sbocco di una lunga via, in ossequio al gusto scenografico dell'epoca. Per l'omogeneità stilistica delle decorazioni, la bellezza degli ornati e la preziosità dei marmi, la chiesa di San Filippo si annovera fra gli esempi più significativi del rococò europeo.

## Architettura e arte

### La facciata
La facciata è opera dell'architetto pavese Antonio Veneroni. Il progetto è stato erroneamente attribuito ai fratelli lodigiani Michele e Piergiacomo Sartorio, i quali erano in realtà solo capomastri del cantiere.
Il fronte principale – arricchito dal busto del santo titolare sopra il portale, da quello della Vergine Immacolata sopra il finestrone centrale e da angeli e putti recanti i simboli iconografici di san Filippo – è suddiviso in due registri da un forte marcapiano.

### L'interno

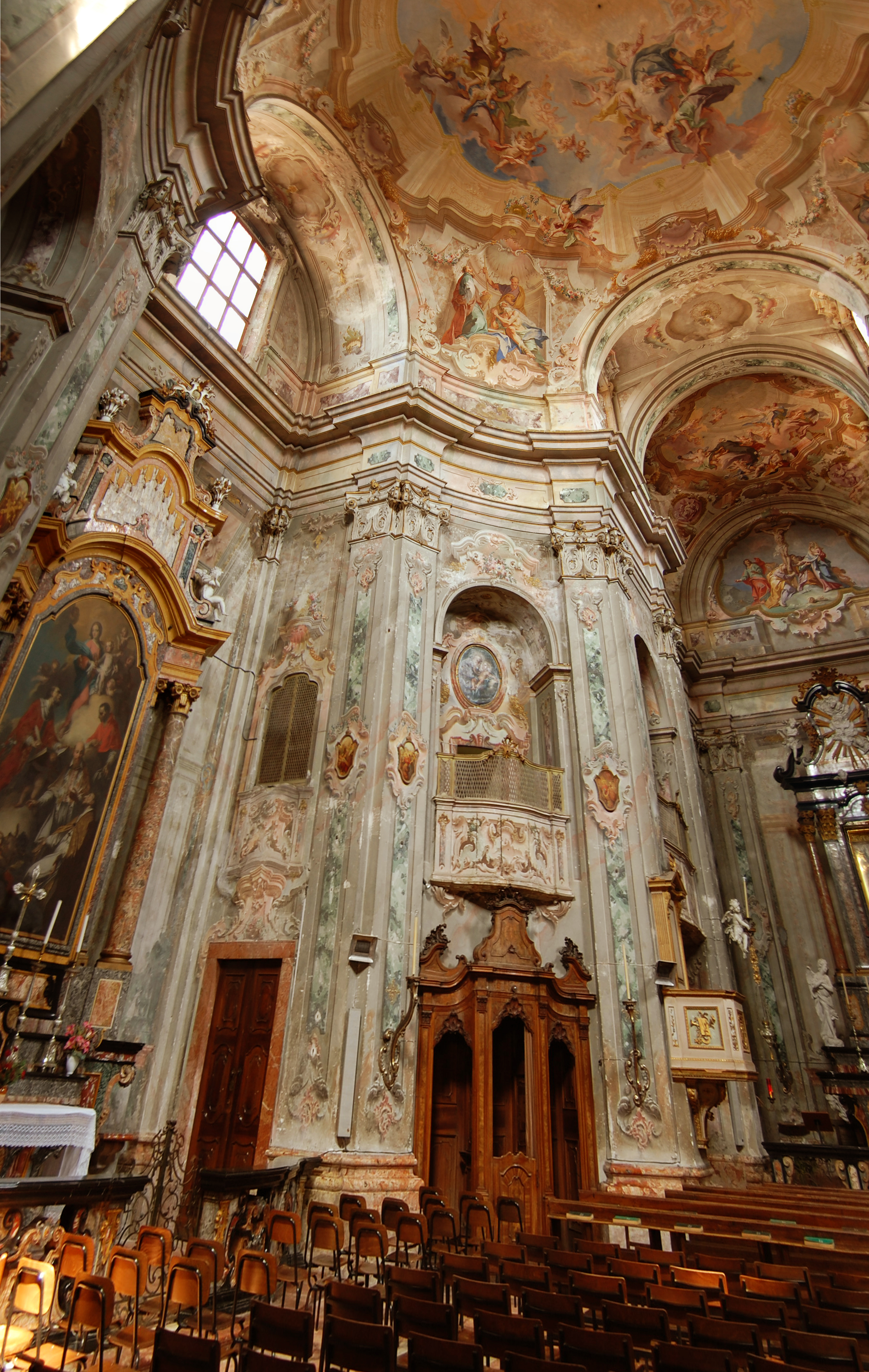
L'interno

L'interno, a croce greca, è un autentico gioiello del Settecento lombardo. Gli interni sono completamente decorati da affreschi eseguiti da due eminenti artisti del XVIII secolo: Felice Biella, autore delle quadrature e Carlo Innocenzo Carloni, che è l'autore degli affreschi raffiguranti L'Assunzione della Vergine nella grande volta dell'aula, La Gloria di San Filippo Neri nel plafone del presbiterio, La Crocefissione nella zona absidale e quattro gruppi con gli Apostoli nelle altrettante vele alla base de L'Assunzione.
Da segnalare anche i tre altari marmorei, esempio delle raffinatezze rococò, dove il marmo si sposa con il ferro battuto, lo stucco e applicazioni bronzee dorate. Le balaustre che delimitano gli altari sono caratterizzate da inserti in ferro battuto e policromo. L'altare di sinistra reca una tela di Johann Georg Fockhezer, pittore tedesco nativo del lago di Costanza, che presenta un complesso impianto iconografico. La Madonna in cielo, con il piede poggiato sulla mezza luna, regge il Bambino il quale mostra una piccola croce; dietro si intravede la sagoma di sant'Anna. Sotto la nuvola vi sono i santi Crisostomo e Carlo Borromeo. Più in basso i santi Francesco di Sales e Filippo Neri.
Presso la sacrestia, ingentilita da quattro colonne in marmo rosa e contraddistinta da armadiature settecentesche con intagli di Angelo Cavanna, si può godere della grande tela di Sebastiano Galeotti raffigurante La Gloria di San Francesco di Sales. Degna di nota è inoltre la statua in stucco policromo del XVIII secolo raffigurante l'Addolorata, posta nella nicchia della cappella laterale destra. Sono da segnalare anche i corredi liturgici, espressione dell'oreficeria lombarda del XVIII secolo.
L'organo a canne, collocato sopra l'ingresso della chiesa, fu costruito nel 1779 da Andrea Serassi che pose la propria firma su una delle canne dello strumento.
Nel 2008 sono state rifatte le coperture ed è stata restaurata la facciata. Nel gennaio 2016 sono iniziati a cura della Fondazione svizzera Balz ed Isabel Baechi i rilievi di tutto l'edificio, preludio dei restauri che interesseranno tutte le pareti affrescate del tempio sacro. Nel 2021, grazie al contributo della Fondazione Balz-Baechi e di Fondazione Cariplo, sono state restaurate le superfici voltate del presbiterio e l'affresco della Crocefissione.

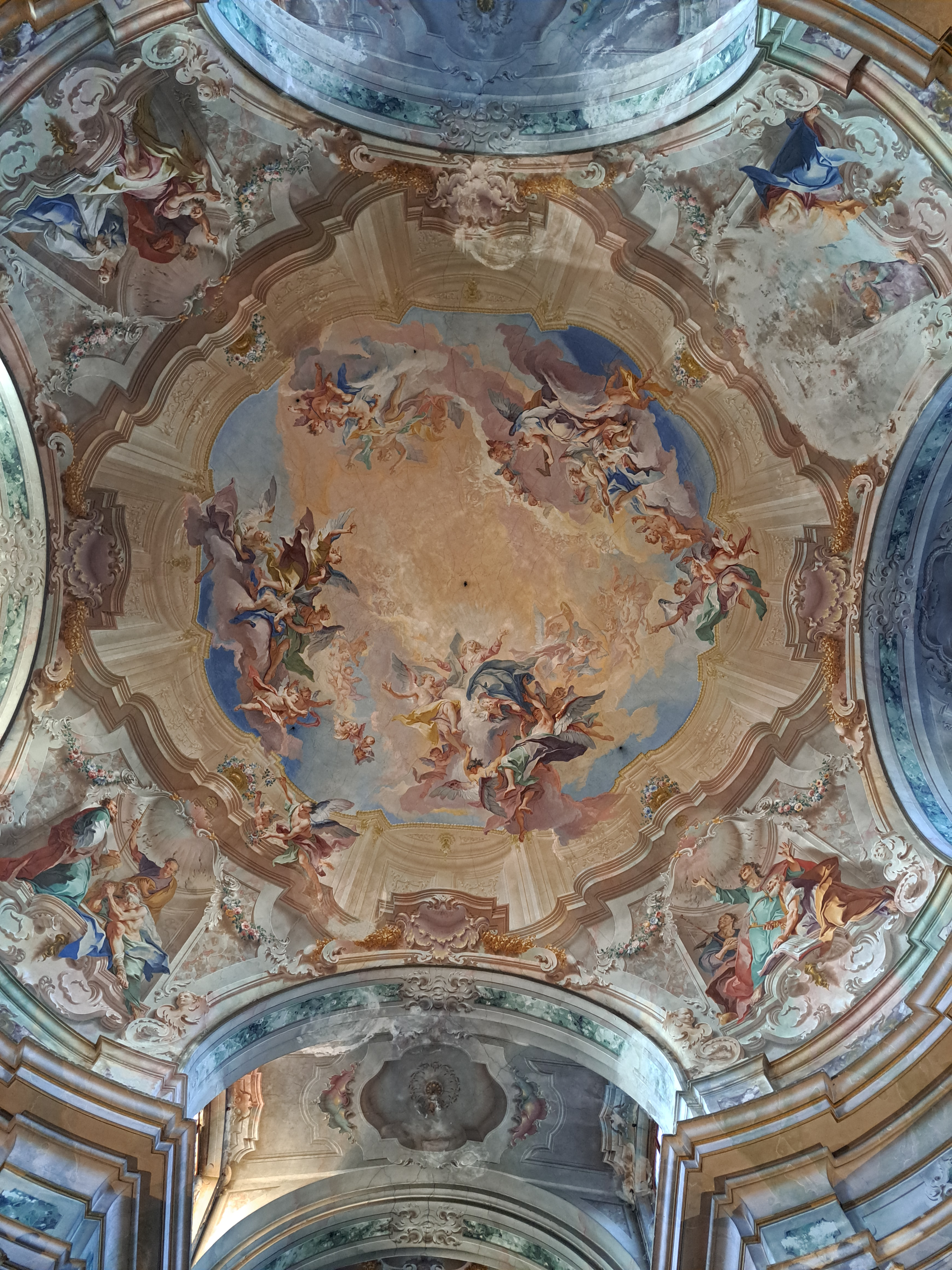
Assunzione della Vergine, Carlo Innocenzo Carloni
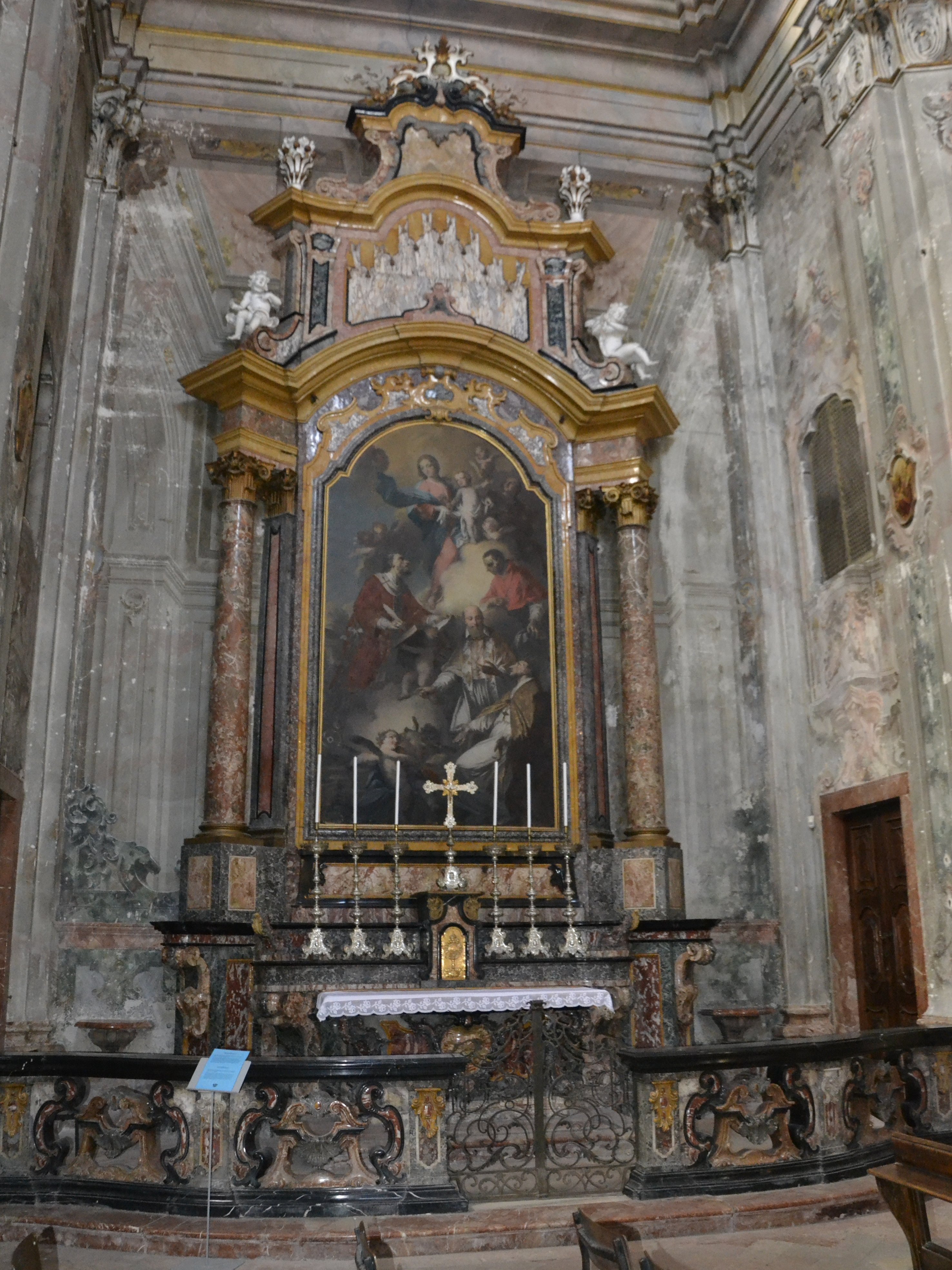
Altare laterale
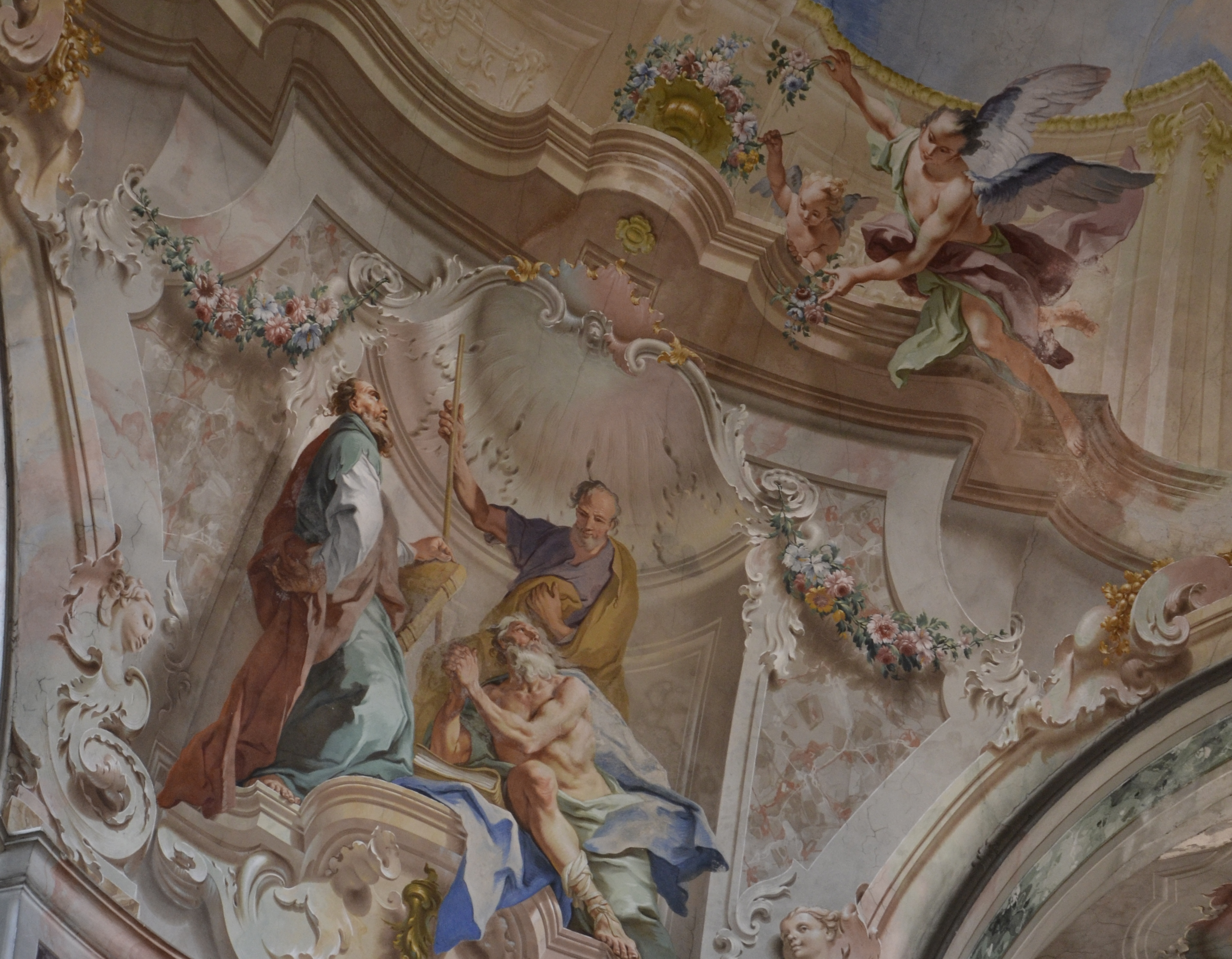
Giuseppe Coduri detto il Vignoli e Carlo Innocenzo Carloni, Apostoli

### Fonti
- Franco Moro, Pittura tra Adda e Serio, a cura di Mina Gregori, Milano, Cassa di Risparmio delle Provincie Lombarde, 1987.
- Giovanni Agnelli, Lodi ed il suo territorio nella storia, nella geografia e nell'arte, Lodi, Il Pomerio, 1989  [1916], ISBN 88-7121-046-8.
- Vittorio Bottini, Alessandro Caretta e Luigi Samarati, Lodi – Guida artistica illustrata, Lodi, Edizioni Lodigraf, 1979, ISBN non esistente.

### Testi di approfondimento
- Beatrice Ambreck et al., Atlante della nuova Provincia di Lodi, Lodi, Il Giorno, 1996, ISBN non esistente.
- A. Beltrami, Giovanni Antonio Veneroni e il complesso di S. Filippo Neri a Lodi, in Archivio Storico Lodigiano, anno CXXV, Lodi, edito dalla Società Storica Lodigiana, 2006,  pp. 25-86, ISSN 0004-0347 (WC · ACNP).